# アヴァロン湘南証券
アヴァロン湘南証券株式会社は、かつて存在した日本の証券会社。
『アヴァロン』という名前は、今は眠っているアーサー大王が将来再び甦るというイギリスの伝説にある伝説上の島の名前にちなむ。

## 沿革
- 1921年10月5日　神奈川県小田原市に株式現物間屋「高木商店」として発足
- 1944年　法人に改組し、社名を「小田原証券株式会社」に変更
- 2003年8月14日　ピィー・ビィー・エイ・フィナンシャル・ホールディングス株式会社と資本提携。社名を「PBA証券株式会社」へ変更、本社所在地を神奈川県小田原市より東京都港区に変更
- 2006年12月13日　アーク・オライオングループがPBA証券株式会社をコントロール買収
- 2006年12月19日　「アヴァロン湘南証券株式会社」へ商号変更
- 2010年5月28日　東京地方裁判所より破産手続の開始決定を受け倒産